# Thérèse Rivière
Thérèse Marguerite Henriette Rivière, née le 30 décembre 1901 à Paris et morte le 21 novembre 1970  à Plouguernével (Bretagne), est une ethnologue et photographe française.

## Biographie
Elle est la sœur cadette de Georges Henri Rivière et la nièce du peintre Henri Rivière. Elle souffre de bipolarité et sa carrière, qui s’annonçait brillante, est entravée par des internements psychiatriques successifs. Elle meurt en 1970 après vingt-deux ans d'internement.

### Les années de formation
Thérèse Rivière naît à Paris en 1901. Son père est un fonctionnaire d'origine ardéchoise et sa mère vient de Picardie.
Elle obtient le brevet d’enseignement primaire supérieur, section industrielle. Douée pour le dessin, elle devient dessinatrice industrielle chez Michelin en 1921. Elle est la seule femme dans un monde d'hommes; sa mère la fait transférer au Bureau des itinéraires de la firme.
À la suite d'un héritage de sa grand-mère Lou, Thérèse reprend des études de dessin pendant deux ans à l’école du Louvre et à l’institut de paléontologie humaine. Elle suit également des cours à l'École pratique des hautes études et à l'Institut d'ethnologie dont elle est diplômée en 1931. Sous la direction de Marcel Mauss, elle étudie la préhistoire, l'anthropologie et l'ethnologie. Elle suit en parallèle une formation d’infirmière à la Croix-Rouge.
Après différents emplois de dessinatrice industrielle, elle est embauchée par son frère Georges-Henri Rivière pour le seconder dans son nouveau poste de sous-directeur du Musée d’ethnographie du Trocadéro, en septembre 1928. Elle y occupe diverses tâches et, grâce à son expérience chez Michelin, convainc le musée d'utiliser pour la première fois une machine à écrire. Dès 1934, elle est nommée responsable du nouveau département "Afrique blanche et Levant" par Paul Rivet.

### La mission dans les Aurès (1934-1936)
En décembre 1934, Thérèse Rivière part un an en Algérie pour étudier l'ethnie berbère des Chaouïas dans l'Aurès, une région montagneuse de l'est du pays. Elle est choisie comme chef de mission par les trois directeurs de l’Institut d’ethnologie de Paris, Lucien Lévy-Bruhl, Marcel Mauss et Paul Rivet. Elle sera secondée par Germaine Tillion, alors étudiante de Marcel Mauss. Cette mission est décidée par l'africaniste Henri Labouret dans le cadre d'une mission d’ethnographie de l’Institut international des langues et des civilisations africaines de Londres qu'il co-dirige.
Les deux femmes arrivent  le 11 janvier 1935 à Arris, un bourg désigné par l’administration française pour être la capitale de l’immense province de l’Aurès. Elles s’installent d'abord à Menaa, à l’ouest de Arris puis, en avril 1935, partent chez les Chaouis, éleveurs et agriculteurs du versant saharien de l’Ahmar Khaddou, dans le douar Tadjmout (Biskra), l’un des plus pauvres de ce massif. Elles s’établissent chez les Beni Melkem puis, en juin, chez leurs voisins de l'ouest les Ath Abderrahman Kébèche.
Sur le terrain, Thérèse Rivière étudie plus particulièrement les techniques traditionnelles (agriculture, tissage…) pendant que Germaine Tillion s'intéresse aux mœurs et coutumes. La bourse initiale ayant été renouvelée pour un an, Thérèse Rivière rentre à Paris en 1936.
Elle dépose son sujet de thèse « Aurès-Algérie – Les rites agraires dans une tribu semi-nomade (Ouled Abderrhaman) et dans une tribu sédentaire (Nawser d’Amentane) » à la section Sciences religieuses de l’École pratique des hautes études.

### Photographie
Thérèse Rivière prend des milliers de photographies au cours de ses missions ethnographiques, principalement dans l'Aurès en Algérie (1934-1937) mais également lors de courtes missions au Maroc (1937), puis de nouveau en Algérie (1937-1939) et en Espagne (1939). Elle utilise majoritairement un Leica. À partir de 1937, elle privilégie le Rolleiflex.

### Le Musée de l'Homme
« De la mission dans les Aurès, Thérèse Rivière rapporte 857 objets et Germaine Tillion 130. Les fiches muséographiques de chaque objet ont été rédigées par Thérèse Rivière jusqu’en 1944 avec une très grande rigueur : les noms des artisans y figurent très souvent ainsi qu’une photographie montrant aussi bien les étapes de sa fabrication que son usage. Les résultats de la mission sont  présentés au Musée de l’Homme dans une exposition intitulée l’Aurès à partir du 28 mai 1943. Jacques Faublée est alors chargé de l’exposition, Thérèse Rivière étant souffrante et Germaine Tillion, résistante dans le “réseau du musée de l’Homme”, ayant été arrêtée sur dénonciation le 13 août 1942. ».

### L'internement
Le 5 décembre 1945, quatre jours après la projection de son film sur l'Aurès dans la salle du musée, Thérèse Rivière est de nouveau hospitalisée. Après un bref passage à l'hôpital Sainte-Anne, elle sera conduite dans une maison de santé. Elle réussira à repartir dans l’Aurès quelques mois, de septembre 1946 à juillet 1947. Elle sera ensuite transportée d’une maison de santé à l’autre et définitivement internée jusqu’à sa mort en Bretagne, à l'hôpital psychiatrique de Plouguernevel, le 21 novembre 1970.

## Postérité
Les 857 objets, 3000 photographies, ainsi qu'une vingtaine de carnets de terrain rapportés par Thérèse Rivière ont rejoint le Musée du quai Branly en 2005.

## Publications de Thérèse Rivière

### Articles
- « Coutumes agricoles de l'Aurès - Vallée de l'Oued El Abiod (ighzer amellal) & Vallée de l'Oued Abdi (Ighzer n Abdi) », Études et documents berbères, fascicule no 3.
- Recueil de 42 chansons chaouias des années 30, documents recueillis par Thérèse Rivière
- « Les tatouages berbères dans l'Aurès », Études et documents berbères, fascicule no 6.
- « Dans le sud de l'Aurès en 1935 : une étude descriptive des fêtes de mariage, de circoncision et de Hiji chez les Ouled Abderrahman », Études et documents berbères, fascicule no 8.
- « L'habitation chez les Ouled 'Abderrahman Chaouia de l'Aurès », Africa, Londres, vol. XI-3,‎ 1938, p. 294–311.
- « L'apiculture chez les Ouled 'Abderrahman, montagnards du versant sud de l'Aurès », Journal de la Société des Africanistes, Paris, vol. 13,‎ 1943, p. 95–107.

### Ouvrages
- Catalogue des collections de l'Aurès, Paris, Musée de l'Homme, 1943.
- Aurès, Algérie, 1935-1936. Photographies de Thérèse Rivière, Paris, Éditions de la maison des sciences de l'homme, 1988.

### Articles publiés par Jacques Faublée après sa mort
- Thérèse Rivière et Jacques Faublée, « Dans le sud de l’Aurès en 1935. Circoncisions, mariages, et Hiji chez les Ouled Abderrahman », Études et documents berbères, 1991.
- Thérèse Rivière et Jacques Faublée, « Les Tatouages berbères dans l’Aurès », Études et documents berbères, 1989

## Filmographie
- L'Aurès (1946), film documentaire sur la mission Rivière-Tillion, tourné par Thérèse Rivière, consultable à la BNF-CNC.

## Expositions
- 7 février - 15 avril 2018 : Aurès 1935. Photographies de Thérèse Rivière et Germaine Tillion, Pavillon populaire, Montpellier